# Божевільний медовий місяць
Божевільний медовий місяць (англ. Honeymoon Academy) — американська комедія 1990 року.

## Сюжет
Секретна агентка Кріс Нельсон одружується з Шоном Макдональдом, який не підозрює про її професію. Він починає здогадуватися про це лише під час їх медового місяця, коли вони постійно потрапляють в різні небезпечні ситуації.

## У ролях
| Актор          | Роль                           |
| -------------- | ------------------------------ |
| Кім Кетролл    | Кріс Нельсон, секретна агентка |
| Роберт Хейс    | Шон                            |
| Лі Тейлор-Янг  | місіс Кент                     |
| Джонатан Бенкс | Пітт                           |
| Крістофер Лі   | Лазос                          |
| Чарльз Роккет  | Дебейнс                        |
| Джеррі Лезарас | Мерлс                          |
| Ленс Кінсі     | Ленс                           |
| Макс Александр | Сек                            |
| Доріс Робертс  | місіс Нельсон                  |
| Гордон Джамп   | містер Нельсон                 |
| Джуді Толл     | Тіна                           |